# Gamme hexatonique

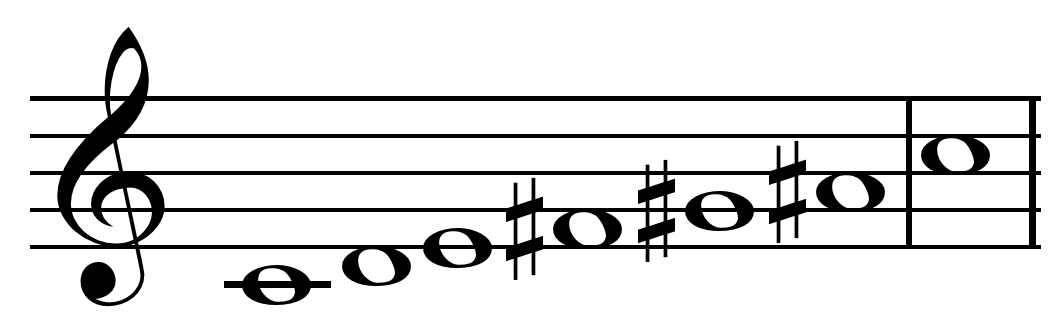
La gamme par tons partant de do, une forme de gamme hexatonique.

Une échelle hexatonique (ou gamme hexatonique) désigne une échelle musicale composée de six notes différentes par octave. Elle se distingue des échelles plus courantes comme la gamme diatonique (7 notes) ou la gamme pentatonique (5 notes). Ces échelles apparaissent dans divers contextes de la musique classique, du jazz et de la musique traditionnelle.

## Types d'échelles hexatoniques
Les échelles hexatoniques peuvent être construites de diverses manières, notamment par combinaison ou altération d'autres gammes existantes :
- Échelle par tons entiers : composée uniquement de tons entiers (intervalles de seconde majeure), elle donne une sonorité flottante sans hiérarchie tonale claire. Elle est utilisée par des compositeurs comme Claude Debussy ou Olivier Messiaen.
- Échelle tritonique augmentée : formée par alternance de tierce mineure et de seconde mineure, cette échelle offre une structure symétrique, prisée dans certaines œuvres de musique contemporaine.
- Hexatoniques par combinaison de triades : échelles créées en superposant deux triades majeures ou mineures à un intervalle donné (par exemple : do majeur et ré majeur → C–D–E–F♯–G–A).

## Exemples
- C – D – E – F♯ – G♯ – A♯ : combinaison des triades de do majeur (C–E–G) et ré majeur (D–F♯–A).
- C – E♭ – F – F♯ – G – B♭ : exemple d’échelle hybride souvent utilisée en jazz modal.

## Utilisation
Les échelles hexatoniques apparaissent dans plusieurs genres musicaux :
- En musique classique : Franz Liszt, Claude Debussy ou Béla Bartók ont employé des structures hexatoniques dans certaines compositions pour enrichir l’harmonie ou créer une atmosphère flottante.
- En jazz : des musiciens comme John Coltrane et Herbie Hancock explorent des hexatoniques issues de la superposition de triades pour construire des improvisations complexes.
- En musique traditionnelle : certaines musiques africaines, asiatiques ou amérindiennes utilisent des gammes de six notes, parfois en lien avec des systèmes d’accordage non tempérés.